# الیوالام
الیوالام (به انگلیسی: Alivalam) یک منطقهٔ مسکونی در هند است که در تامیل نادو واقع شده‌است.

## خصوصیات
الیوالام ۴٬۰۲۲ نفر جمعیت دارد.